# QED 〜ventus〜 鎌倉の闇
『QED 〜ventus〜 鎌倉の闇』（キューイーディー ヴェンタス かまくらのくらやみ）は、高田崇史による推理小説。QEDシリーズの第8作である。

## 出版履歴
- 2004年：講談社ノベルス、ISBN 4-06-182384-1
- 2007年：講談社文庫、ISBN 978-4-06-275821-5

## あらすじ
平成8年4月、雑誌に鎌倉の記事を書くことになった沙織は、奈々、桑原とともに故郷・鎌倉に向かう。一方、小松崎も「稲村モールド」の社長失踪事件の調査のため、鎌倉を訪れていた。

## 登場人物
桑原 崇（くわばら たかし）
通称、タタル。萬冶漢方（漢方薬局）勤務の薬剤師。沙織の取材協力として、棚旗姉妹と共に鎌倉の名所を巡る。
棚旗 奈々（たなはた なな）
ホワイト薬局勤務の薬剤師。沙織の鎌倉取材に同行することになる。
小松崎 良平（こまつざき りょうへい）
通称「熊つ崎」。現在は、フリーのジャーナリスト。稲村モールドの事件取材で鎌倉を訪れ、崇たちに出会う。
棚旗 沙織（たなはた さおり）
奈々の妹。私大文学部卒業後、現在は出版関係会社に勤務。義経ファン。自社雑誌の特集で鎌倉を取り上げることになり、崇に協力を求める。

### 稲村モールド
竜願寺 信久（りゅうがんじ のぶひさ）
社長。失踪中。妻・百合子は宗像の妹。
宗像 義行（むなかた よしゆき）
副社長。彼が入社して以来、会社は急成長した。信久より7歳年上。
笹岡 精三（ささおか せいぞう）
経営企画室部長。
坂下 裕子（さかした ゆうこ）
社員。有能。事件の第一発見者。
枝川 宏美（えだがわ ひろみ）
社長秘書。社長が失踪した日、頭部を強打し死亡。
姫路 治彦（ひめじ はるひこ）
副社長秘書。社長が失踪した日、頭部を強打し意識不明の重体。